# Catuípe
Catuípe là một đô thị thuộc bang Rio Grande do Sul, Brasil. Đô thị này có diện tích 583,24 km², dân số năm 2007 là 9499 người, mật độ 16,29 người/km².